# احتلوا وول ستريت
احتلوا وول ستريت (بالإنجليزية: Occupy Wall Street)‏ هي حركة احتجاجات دعت إلى احتلال وول ستريت في مدينة نيويورك بالولايات المتحدة الأمريكية. بدأت المظاهرات عندما نادت بها مجموعات على موقعي الفيسبوك وتويتر، وذلك تأثراً بحركة ثورات الربيع العربي التي أسقطت ثلاثة أنظمة حاكمة في الوطن العربي ووصلت إلى نظامين آخرين بأعلى درجات الاحتقان. في 15 أكتوبر دُعيَ إلى عولمة المظاهرات لتصبح حدثاً عالمياً يستهدف جميع مدن وبلدان الأرض، مما أدى إلى خروج المظاهرات في أكثر من 1,000 مدينة في 25 دولة تضم بعضاً من أكبر اقتصادات العالم، وتوسعت الحركة لتتحول إلى حركة عالمية.
بدأت الاحتجاجات بمسيرة صغيرة في 17 سبتمبر من عام 2011 في وول ستريت شارك فيها قرابة مئة شخص، واستمرَّت أعدادهم بالتزايد شيئاً فشيئاً على مدى أسبوع، حتى جاءت الشرطة واعتقلت معظمهم (أكثر من 80 شخصاً) في 24 سبتمبر بحجة «عرقلة حركة المرور». وبعد هذا الاعتقال الجماعي الأول من نوعه ترك المحتجون وول ستريت واتجهوا إلى ساحة في «حديقة زوكوتي» المُجاورة، وأصبحت هذه الساحة هي معقلهم الرئيسي حيثُ ابتعدت عنهم الشرطة نظراً إلى أن الحديقة مكان عام يُفترض أن يفتتح طوال اليوم. في 30 سبتمبر قادت الحركة مسيرة إلى مقر شرطة نيويورك احتجاجاً على الاعتقالات المستمرة، ثم حاولت قيادة مسيرة أخرى شارك فيها ألفا متظاهر عبر جسر بروكلين، لكن الشرطة اعتقلت 700 شخص منهم بحجة عرقلة المرور أيضاً، على الرغم من الإفراج عن معظمهم بعدها بساعات.
في 15 أكتوبر وبعد أسبوع من الدعوات المسبقة انتشرت الاحتجاجات للمرة الأولى لتشمل جميع مدن العالم، إذ خرجت المظاهرات في أكثر من 1,500 مدينة حول العالم مئة منها في الولايات المتحدة وحدها، وتحولت المظاهرات إلى اشتباكات عنيفة في العاصمة الإيطالية روما. وعلى الرغم من انحسار المظاهرات قليلاً بعد ذلك اليوم فقد استمرَّت الاعتصامات ببعض المدن الأمريكية خصوصاً نيويورك وواشنطن طوالَ الأسبوع التالي، لكن الشرطة هاجمت الاعتصامات مجدداً في 16 أكتوبر واعتقلت أكثر من 300 متظاهر في أمريكا.

## الخلفية

### أوضاع وول ستريت المالية
تُعد بورصة وول ستريت في مدينة نيويورك الأمريكية من حيث المبدأ واحدة من من كبرى البورصات في البلاد، ولها أهمية كبرى ودور جوهري في اقتصاد الولايات المتحدة وقوّته. في شهر أغسطس عام 2011 وبالتزامن معَ خفض تصنيف الولايات المتحدة الأمريكية الائتماني درجة شهدت بورصة وول ستريت تقلبات وانخفاضات حادة وغير معتادة، إذ تراجعت مؤشراتها بنسب متفاوتة تتراوح من 3.10% لمؤشر داو جونز إلى قرابة 4% لناسداك، فيما شهدت أسعار النفط بها أيضاً انخفاضاً بالتوازي مع ذلك. وفي أواخر شهر سبتمبر (بعد اندلاع الاحتجاجات بأقل من أسبوع) أطلق البنك المركزي الأمريكي عملية تحت شعار «عملية تويست» لتنشيط الاقتصاد كان قد طال أجل انتظارها قبل ذلك، لكن ما إن بدأت العملية حتى شهدت أسعار الأسهم ببورصة وول ستريت انهياراً مفاجئاً غير مسبوق، وأدى ذلك إلى تكبيدها خسائر حادَّة.
في 20 سبتمبر 2011 كتبَ أحد أعضاء مجلس الشيوخ الأمريكي ممثلاً عن ولاية فيرمونت مقالاً انتقدَ فيه بشدة رؤوس الاقتصاد في وول ستريت خصوصاً والحكومة الأمريكية عموماً، إذ اتهم رؤوس وول ستريت بالوُقوف وراء ارتفاع أسعار النفط الحادّ في الفترة الأخيرة نتيجة للمضاربة المفرطة التي يَتَّبعونها، وألقى باللوم على الحكومة لعدم تعاملها بـ«قسوة» معَ ووسل ستريت بل تركها تلهو كما يحلو لها. وحذر عضو المجلس من أن الشعب الأمريكي بات غاضباً ولا يُمكنه السكوت عن حماية الحكومة لوول ستريت على حسابه، ووصف أيضاً سلوك وول ستريت بأنه «جشع ومستخف وغير قانوني».

## الاحتجاجات

### اندلاع الاحتجاجات
(17 - 23 سبتمبر)

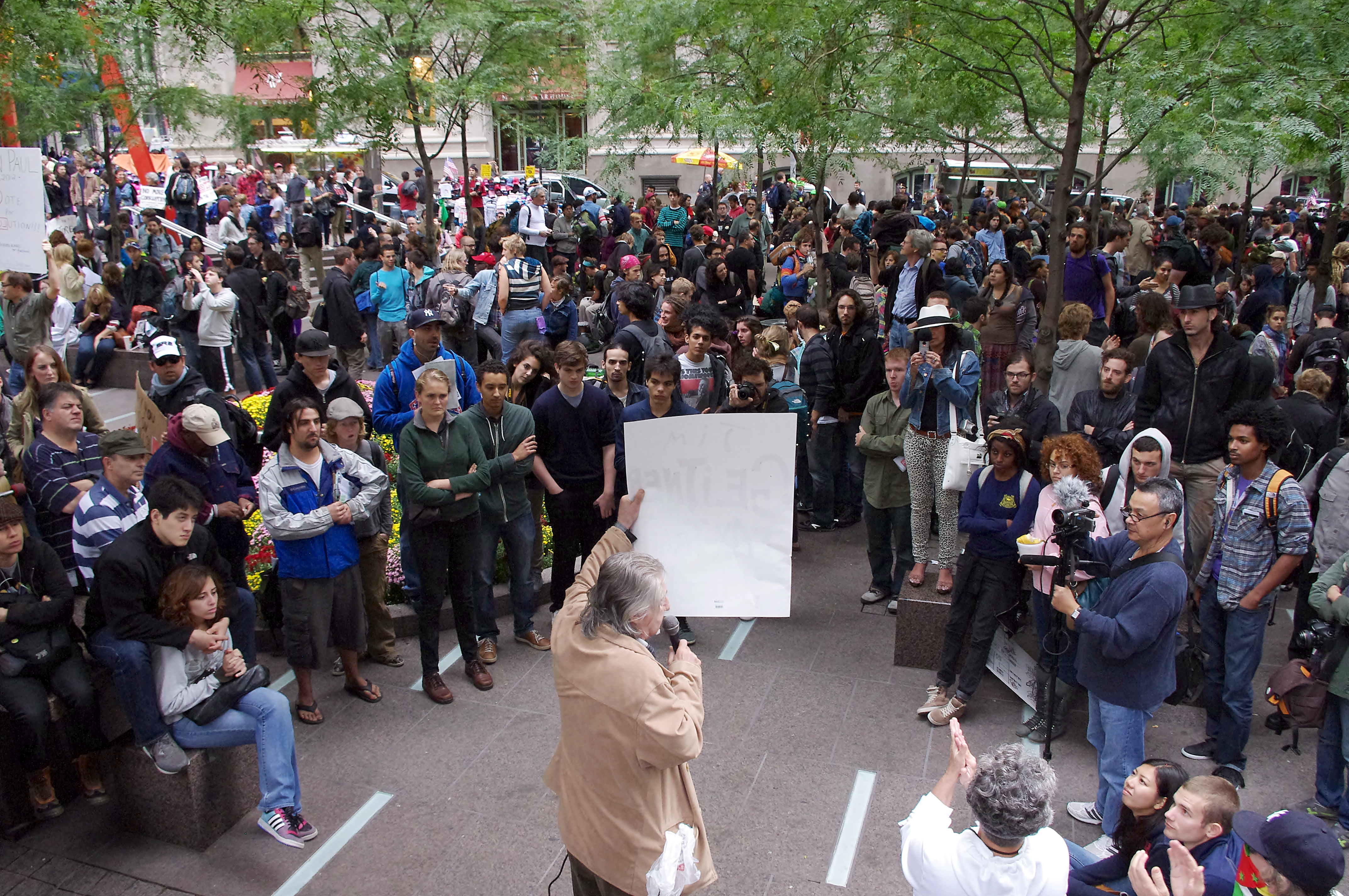
مظاهرات 17 سبتمبر التي كانت بداية الأحداث.

في 17 سبتمبر عام 2011 اندلعت الاحتجاجات بخروج متظاهرين بالمئات في شارع وول ستريت بمدينة نيويورك الأمريكيَّة، وحاولوا احتلاله معربين عن رغبتهم بتحويله إلى "ميدان تحرير" أمريكي، وعندما حدث ذلك هبَّت الشرطة على الفور لإغلاقه ومحاصرة المنطقة. واستمرُّت الحركة بعدها بالتظاهر لمدة أسبوع، فعادت للخروج في أيام 18 و19 و20 و21 و22 و23 سبتمبر،[بحاجة لمصدر] وخلال هذه المظاهرات اعتقلَت الشرطة الأمريكية 5 ناشطين في 19 سبتمبر و7 آخرين في اليوم التالي.

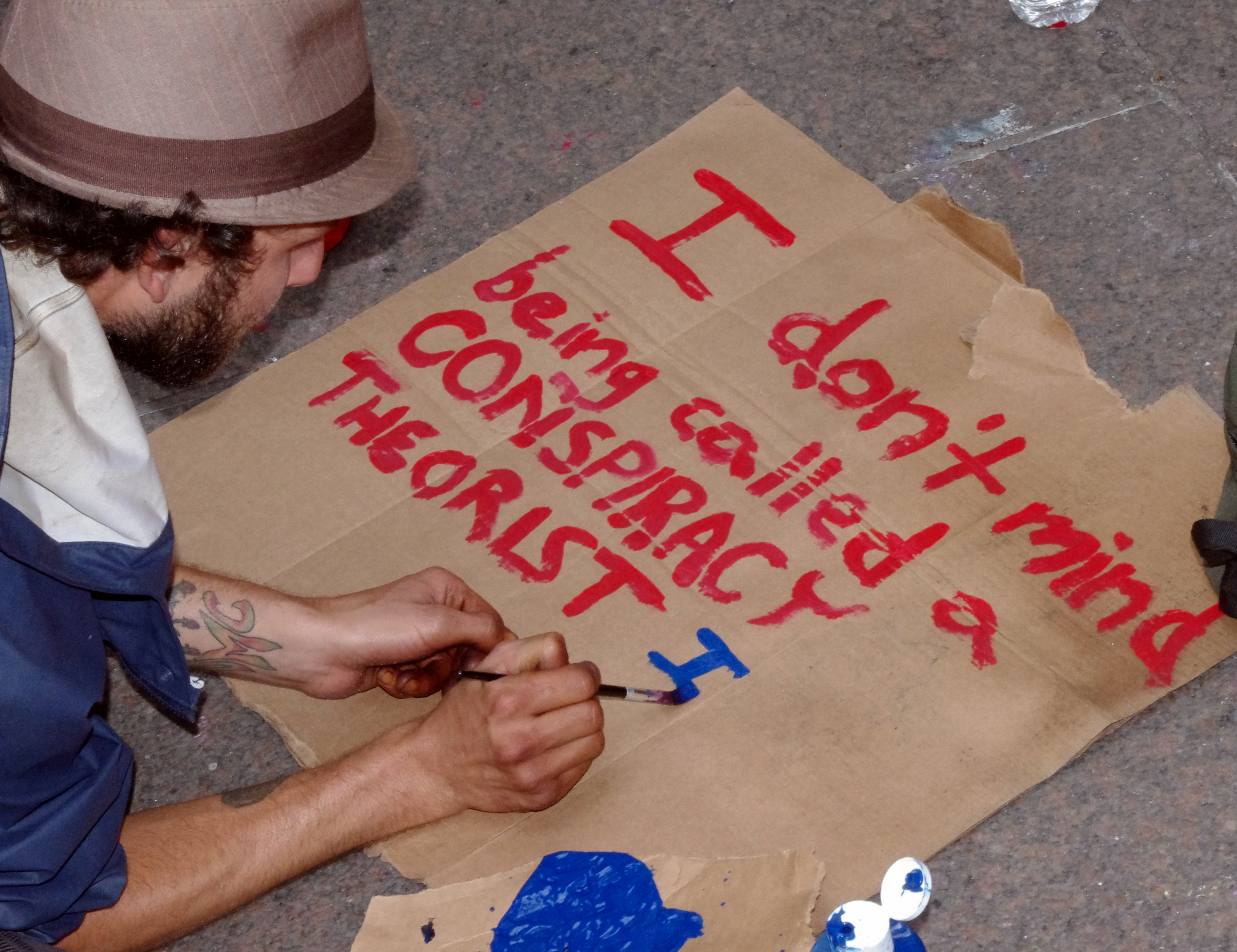
محتج يَكتب لوحة في اليوم الثامن للاحتجاجات 24 سبتمبر، ومكتوب على اللوحة - غير المكتملة -: «لا أمانع أن يُقال عني أني معتنق لنظرية المؤامرة، أنا...».

### هجوم الشرطة الأول
(24 سبتمبر)
في بداية الأحداث كانت الشرطة الأمريكية تقف متفرِّجة فقط على الاعتصامات دون اتخاذ أي إجراءات ضد المتظاهرين، باستثناء تطويق المكان وإغلاق بعض الشوارع، لكن مع تزايد حدة الوضع بدأت بالقيام ببعض الاعتقالات البسيطة في يومي الإثنين والثلاثاء 19 و20 سبتمبر، ومع ذلك فإن الاحتجاجات لم تتوقف، وكانت أوَّل ضربة قوية وجادة للشرطة هي في يوم السبت 24 سبتمبر. بدأت مظاهرات السبت بمسيرة احتجاجية قادتها حركة «احتلوا وول ستريت» من منطقة المال في الشمال وحتى ساحة يونيون الواقعة في منطقة مانهاتن السفلى بمدينة نيويورك، وأخذت المسيرة بالتضخم شيئاً فشيئاً وانضم إليها العديد من المتظاهرين، فيما توقف كثيرون آخرون للتفرج والتقاط الصور دون المشاركة، وبذلك تعرقلت حركة المرور إلى حد ما في شوارع المنطقة.
سٌرعان ما أصبحت المسيرة مطوقة بقوات الشرطة بعد وصولها إلى هذا المستوى. لم تفعل الشرطة شيئاً - كما في العادة - في بداية الأمر، لكنها بدأت أولى الاعتقالات في فترة ما بعد الظهيرة بإلقاء القبض على متظاهرين اثنين، ثم هاجمت الشرطة جميع المعتصمين الذين كانوا في ساحة يونيون البالغ عددهم 80 إلى 100 شخص واعتقلت معظمهم، وكان ذلك بتُهم منها «عرقلة حركة المرور» و«مقاومة الشرطة»، بل إن أحد المتظاهرين اتهم رسمياً بضرب ضابط وإيذائه.

### تصعيد الاحتجاجات
(25 - 30 سبتمبر)

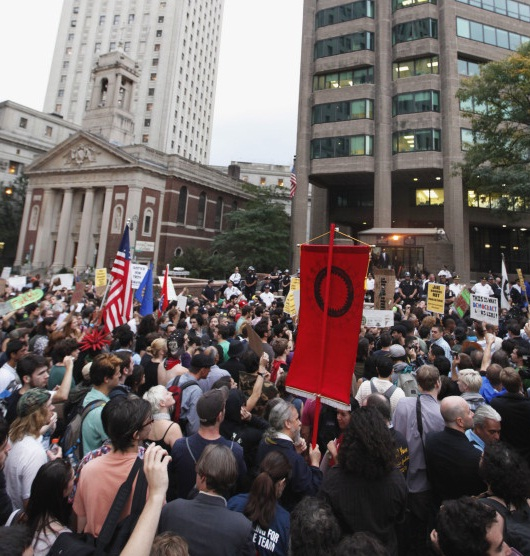
اعتصام مبنى الشرطة في 30 سبتمبر.

في يوم الإثنين 26 سبتمبر بدأ متظاهرو نيويورك اعتصاماً مفتوحاً في حديقة زوكوتي، وذلك بسبب إغلاق الشوارع المحيطة بوول ستريت وعدم السماح لهم بالاقتراب منها، فلجؤوا إلى الحديقة للاعتصام بها، وهناك أعلن المخرج مايكل مور تأييده لحركة «احتلوا وول ستريت». وبحلول الثلاثاء 27 سبتمبر كان قد بلغ عددهم 2,000 معتصم، وفي 28 سبتمبر استمرَّ الاعتصام دون أن تتمكن الشرطة من الاقتراب منه، وذلك نظراً إلى أن «ساحة التحرير» التي يَعتصم فيها المتظاهرون داخل الحديقة هي مكان عامٌ يُفترض أن يفتتح 24 ساعة يومياً، ولذلك فلا تُوجد مبررات لحظر التظاهر بها، وبهذا سُرعان ما تحولت الساحة إلى مقرٍّ للاحتجاجات. في يوم الخميس 29 سبتمبر قدمت حركة احتلوا وول ستريت شكوى ضد عُنف الشرطة ضد المظاهرات ومعاملتها العنصريَّة للأقليات العرقية والدينية كالمسلمين. وفي اليوم ذاته وصلت حركة احتجاجات احتلوا للمرَّة الأولى إلى خارج حدود مدينة نيويورك، إذ اندلعت المُظاهرات في مدينة سان فرانسيسكو وحاولَ المحتجون اقتحام بنك المدينة المركزي ومعهد تشارلز شواب [الإنجليزية] المالي، وهو ما دفعَ الشرطة إلى اعتقال 6 متظاهرين ممن حاولوا اقتحام هذه الأماكن، واعتبرت بعض وسائل الإعلام أن هذه الاحتجاجات خرجت بتأثير من احتجاجات وول ستريت السابقة.
في يوم الجمعة 30 سبتمبر قطعت الشركة المالكة لحديقة زوكوتي الكهرباء عنها تضييقاً على المحتجين، لكن مع ذلك فقد بدأ المعتصمون مسيرة نحوَ مقر شرطة نيويورك في مانهاتن من مكان اعتصامهم في الحديقة، وبما أن المسيرة كان مخططاً لها منذ الخميس فقد أخذت الشرطة احتياطاتها وطوَّقت المبنى بالرجال. بدأت المسيرة بعد العصر واستغرق وصولها إلى مركز الشرطة حوالي ساعة، وعُدت أكبرَ مظاهرة منذ بدء الاحتجاجات بعد أن بلغ عدد المحتجين أكثر من 1,000 شخص، ومع ذلك فلم توثق أي اعتقالات.

### هجوم الشرطة الثاني
(1 أكتوبر)
في يوم السبت 1 أكتوبر قادت حركة «احتلوا وول ستريت» مسيرة انطلقت من حديقة زوكوتي حيث كانوا يَعتصمون سابقاً ونحوَ جسر بروكلين في نيويورك. لكن عندما بلغ المتظاهرون الجسر وجدوا أمامهم حشداً كبيراً من الشرطة في انتظارهم، وبعدها بقليلٍ أصدرت الشرطة تحذيراً بمكبرات الصوت تقول فيه أنها ستعتقل كافة المتظاهرين الواقفين على الجانب المخصص للسيارات من الجسر إن لم يَتحركوا إلى ممر المشاة حالاً، ثم بدأت باعتقالهم جماعياً بالفعل، لكن رغم ذلك فإن بعض المتظاهرين قالوا أن رجال الشرطة اقتادوهم عن قصد إلى جانب السيارات ثم أخذوا باعتقالهم، فيما نفت الشرطة هذه الأقوال. وبعد هذه الأحداث أغلقت شرطة نيويورك جسر بروكلين لعدِّة ساعات، ثم أعادت فتحه في الثامنة مساءً. وأما معتقلو ذلك اليوم وحده فبلغ عددهم 700 معتقل بنهاية الحملة. وفي اليوم ذاته هددت مجموعة المجهول السياسية ببدء حرب إلكترونية ضد المواقع الحكومية الأمريكية إذا ما استمرَّ قمع الاحتجاجات على الأرض، وقالت أنها قامت بالفعل بعمليات اختراق لعدد من المواقع الإلكترونية.

### التمدد والانتشار بأمريكا
(2 - 14 أكتوبر)

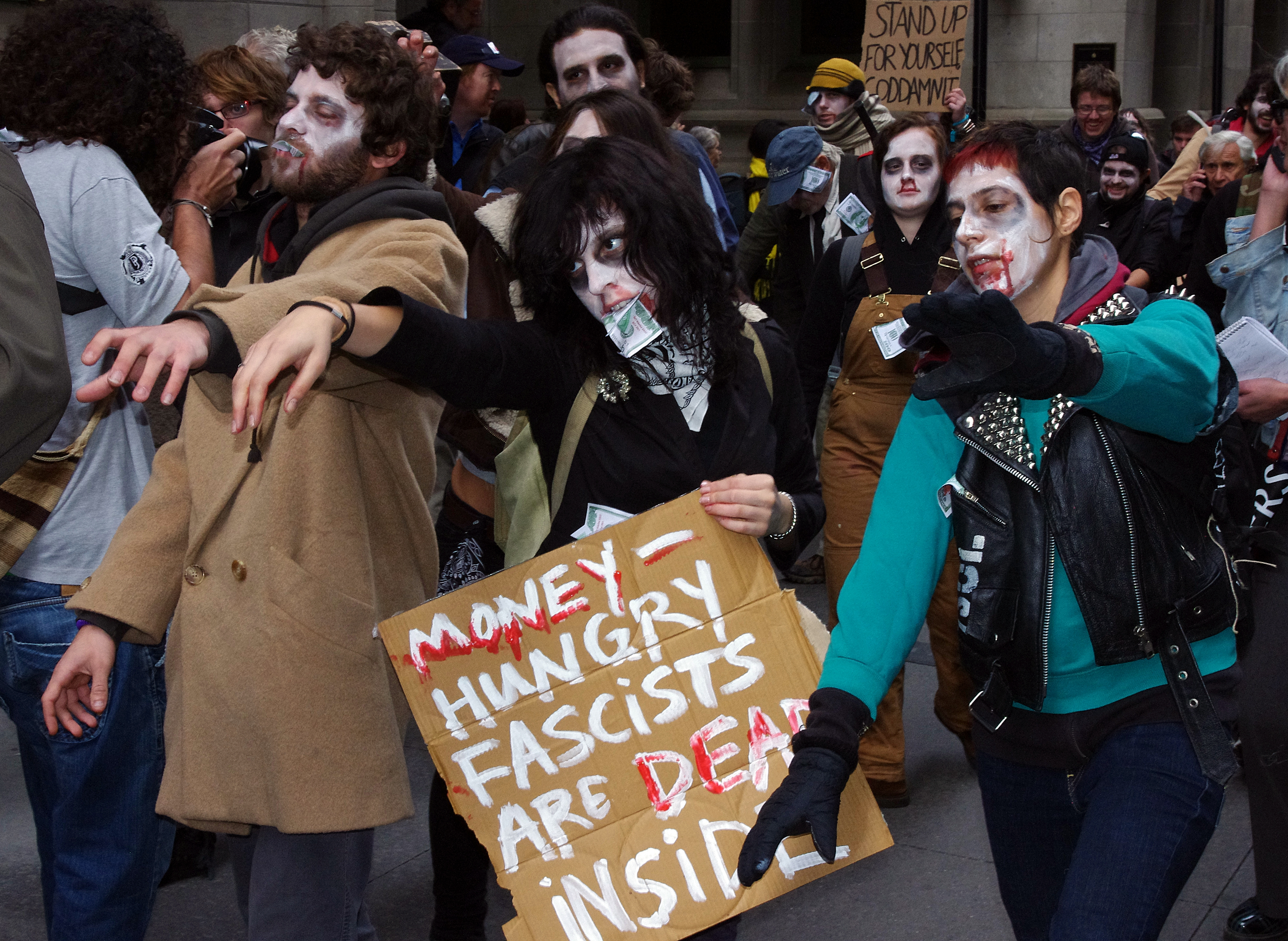
محتجون يَتظاهرون بأنهم "زومبي" خلال مسيرة 3 أكتوبر في نيويورك.

في يوم الأحد 2 أكتوبر أعلنت شرطة نيويورك إطلاق سراح معظم المحتجين الذين كانوا قد اعتقلوا في اليوم الماضي، ما عدى 20 شخصاً قالت أنهم سيمثلون أمام محكمة الجنايات الأمريكية. وخرجت مظاهرات أخرى يوم الإثنين في نيويورك، كما امتدت المظاهرات إلى مدينة لوس أنجلوس فخرجت مسيرات احتجاجية فيها هي الأخرى. وفي اليوم ذاته صرَّح الملياردير جورج سوروس بتأييده للمحتجين وتفهمه مطالبهم، وبأن الفساد قد عمَّ فعلاً البنوك الأمريكية. في الأربعاء 5 أكتوبر وبعد أسبوع مسبق من التجهيز والإعلان انطلقت أكبر مسيرة منذ بداية الاحتجاجات في حي وول ستريت بنيويورك، إذ شارك فيها ما قدر بـ5,000 إلى 12,000 شخص، واحتجَّ هؤلاء المتظاهرون على أمور عديدة من الفساد المالي في وول ستريت مروراً باللحروب وانتهاءً بالاحتباس الحراري. كما خرجت مظاهرات الأربعاء في مدن أمريكية أخرى منها لوس أنجلوس وبوسطن وشيكاغو.

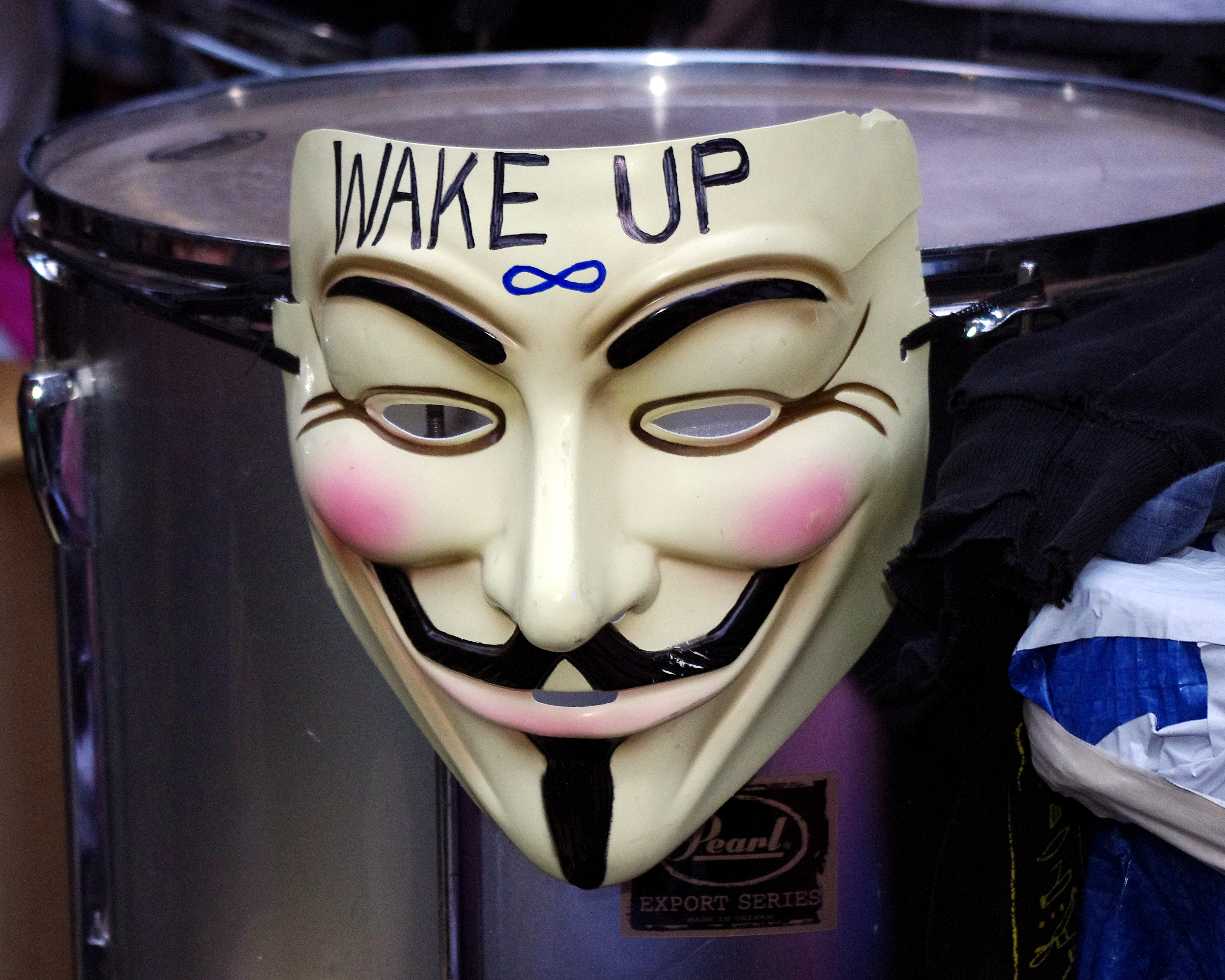
قناع يستخدمه المتظاهرون المنتمون إلى أنونيموس في حديقة زوكوتي بنيويورك.

في يوم السبت 8 أكتوبر احتشدَ آلاف المتظاهرين في حديقة ميدان واشنطن في مدينة نيويورك قادمين من حديقة زوكوتي، ومعَ أن الشرطة أحاطت بالمكان تماماً قبل ساعات من بدء الاعتصام وأقامت حظراً للتجوال فيه مبررة ذلك بعدم وجود تصريح للمظاهرة فقد حافظ المتظاهرون على سلمية الاحتجاج، وقد قالت الشرطة أيضاً أنها لن تسمح بتحويل الساحة إلى «ساحة زوكوتي أخرى» (وهي التي أصبحت رمزاً لاحتجاجات المدينة) لأن ساحة واشنطن مكان عام يَرتاده الأهالي ولا يريدون إفساد نزهاتهم اليومية وفقها، لكن المتظاهرين اعتبروا هذه التصريحات «مثيرة للاشمئزاز» معتبرين أن مظاهرة من هذا النوع لا تستحق تصريحاً خاصاً. وفي يوم السبت أيضاً خرجت مظاهرة في الصين تعبيراً عن دعمها لحركة وول ستريت. في يوم الأحد 9 أكتوبر احتشد قرابة 100 شخص في العاصمة الأمريكية واشنطن وتحديداً أمام البيت الأبيض معلنين انضماهم إلى حركة «احتلوا وول ستريت»، لكن اعتقل شخص خلال المظاهرة بتُهمة الاعتداء على ضابط شرطة برَمي حذاء اتجاهه. وفي يوم الإثنين 10 أكتوبر اعتقلت الشرطة في مدينة بوسطن قرابة 140 شخصاً بعد أن قالت أنها حذرتهم بمكبرات الصوت بضرورة إخلاء المكان، وكان المتظاهرون المعتقلون قد بدؤوا اعتصاماً مفتوحاً في «ساحة ديوي» بوسط المدينة منذ أكثر من أسبوع تحت شعار «احتلوا بوسطن»، كما أنهم كانوا يَعتصمون في البداية بحديقة «روز كيندي» المجاورة، غيرَ ان الشرطة أخلتها غصباً ورمت بأغراض المحتجين في القمامة وأجبرتهم على الانتقال إلى ساحة ديوي. وفي يوم الثلاثاء 11 أكتوبر عادَ متظاهرو بوسطن إلى الاعتصام في ساحة ديوي بعد يوم من طردهم منها، أما متظاهرو واشنطن فقد تمكنوا من اقتحام مبنى صغير تابع لمبنى مجلس الشيوخ الأمريكي وهُم يهتفون «انتصرنا»، غير أن الشرطة سُرعان ما طردتهم منه واعتقلت 6 منهم.
في يوم الأربعاء 12 أكتوبر وصلت المظاهرات إلى مدينة سينسيناتي في ولاية أوهايو الأمريكية تحتَ شعار «احتلوا سينسيناتي»، وأما في نيويورك فقد خرجَ المئات في مسيرات مرَّت أمام منازل لرجال أعمال أثرياء في بعض أفخم أحياء المدينة وأمام بنك جي بي مورغان (وهو أول استهداف لرموز مالية بعينها منذ بدء الاحتجاجات)، مطالبين بعدم إلغاء ضريبة الثروات الكبيرة التي كانت تنوي السلطات إبطالها قريباً في الولاية (وهي ضريبة مقدارها 2% تُخصم من رواتب المليونرية لموازنة الثروات بين طبقات الشعب). في يوم الخميس 13 أكتوبر أصدرت «شركة بروكفيلد» الخاصة (وهي الشركة المالكة لحديقة زوكوتي التي يَعتصم فيها محتجو نيويورك منذ ثلاثة أسابيع) تحذيراً إلى المحتجين المعتصمين في الحديقة بأنها تودُّ القيام بعملية التنظيف الدورية لها، وهو ما يستوجب إخلاءها، وبعد الإخلاء فهيَ لن تسمح مجدداً بخرق قوانين المكان التي تقضي بعدم إتاحة الافتراش والنوم في الحديقة أو الاحتفاظ بممتلكات خاصة فيها، وطلبت الشركة المساعدة من شرطة المدينة لإجلاء المعتصمين. وقد اعتبرَ المحتجون البالغ عددهم 600 شخص هذه التهديدات جزءاً من «مخططات» عمدة نيويورك التي تهدف كما يَعتقدون إلى إيقاف حركة الاحتجاجات ومنع خروج المزيد من المظاهرات، ولذلك فقد بدؤوا بدعوة المزيد من الناس للانضمام إليهم لمقاومة قرار الإجلاء، وسُرعان ما بدأت الحشود بالتدفق إلى الحديقة وأخذ الاعتصام يكبر وينمو. وبعد هذه الأحداث بساعات أعلنت البلدية في نيويورك في يوم الجمعة 14 أكتوبر أن قرار الإجلاء سيُؤجل بعد أن تراجعت الشركة المالكة للحديقة عنه، وقالت الشركة أنها تأمل التفاوض مع المحتجين لـ«التوصل إلى ترتيب مع المحتجين يضمن بقاء الساحة نظيفة وآمنة ومتاحة للعامة». وإثرَ هذه التصريحات احتفلَ المعتصمون في الحديقة وأطلقوا عليها اسم «ساحة الحرية»، معتبرين تأجيل القرار نصراً لهم.

### عولمة الاحتجاجات
(15 أكتوبر - جاري)

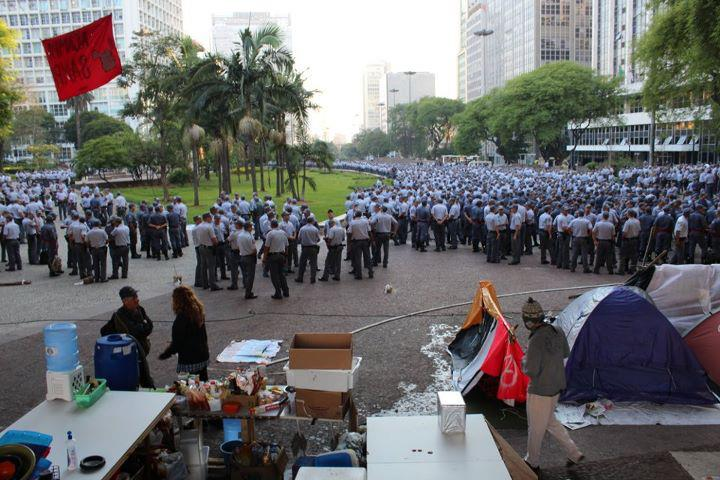
اعتصام في مدينة ساو باولو في البرازيل يوم 15 أكتوبر.

بدأ منظمو مظاهرات «احتلوا وول ستريت» قبل أيَّام من هذا التاريخ بالدَّعوة إلى تفجير المظاهرات في جميع مدن العالم وعواصمه في يوم السبت 15 أكتوبر توسيعاً لدائرة الاحتجاجات، وذلك بعد أن أصدروا بياناً طالبوا فيه بانتفاض الشعوب ضد الحكومات ورؤوس المال والاقتصاد لأنهم «لا يمثلونهم»، وضمن دعوتهم هذه وضعوا قائمة تضمُّ 950 مدينة في 82 دولة حول العالم كمواقع مقترحة للتظاهر فيها بالتاريخ المحدد. وبالفعل عندما جاء التاريخ المحدد بالخامس عشر من أكتوبر عمَّت المظاهرات قرابة 1,500 مدينة في مختلف أنحاء العالم بينها 100 مدينة في الولايات المتحدة وحدها، ومنها على سبيل المثال واشنطن ورالي وميلووكي ودنفر وأورلاندو وميامي في الولايات المتحدة وتورنتو وهاليفكس وفانكوفر في كندا والمكسيك الجديدة وتيخوانا في المكسيك وسيدني في أستراليا وأوكلاند وويلنغتون وكرايستشيرش في نيوزيلندا ومانيلا في الفلبين وتايبيه في تايوان وطوكيو في اليابان وسيول في كوريا الجنوبية وهونغ كونغ في الصين وكيب تاون وجوهانسبرغ ودوربان في جنوب أفريقيا وأثينا وثيسالونيكي في اليونان وروما وميلانو في إيطاليا ومدريد في إسبانيا ولشبونة في البرتغال وزيورخ في سويسرا وبرلين وهامبورغ ولايبزيغ وأمام البنك المركزي الأوروبي في فرانكفورت في ألمانيا وأمستردام ولاهاي في هولندا وباريس في فرنسا ولندن في بريطانيا، بالإضافة إلى دول أخرى مثل ماليزيا وسنغافورة والبيرو وتشيلي.

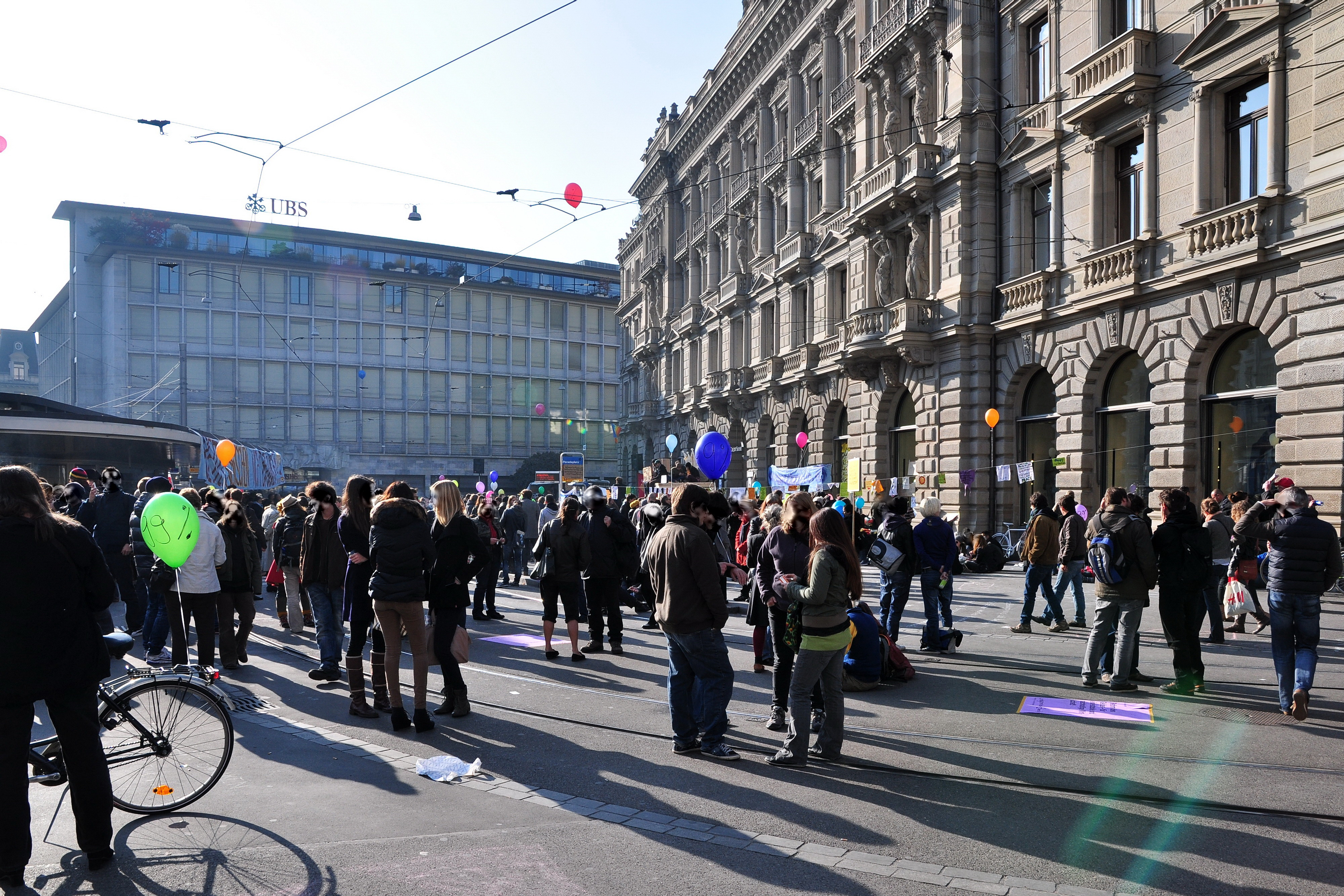
اعتصام مدينة زيورخ في سويسرا في 15 أكتوبر.

لكن وعلى الرغم من أن الطابع السلمي غلبَ على معظم هذه المظاهرات، فقد تحولت بعضها - وبشكل خاص مسيرة روما في إيطاليا - إلى اشتباكات عنيفة بين المحتجين والشرطة. فقد بدأت المسيرة الاحتجاجية كجزء من فعاليات حركة «احتلوا وول ستريت» بعد توسيع نطاقها ليَشمل العالم بأسره، وسرعان ما تضخمت المسيرة حتى بلغ عدد المتظاهرين عشرات الآلاف منتشرين عبر قلب مدينة روما. لكن بعد وقت قصير من ذلك بدأت الفوضى تعمُّها حتى تحوَّلت إلى ما هو أشبه بأعمال الشغب، إذ قذف المتظاهرون رجال الشرطة بالزجاجات الحارقة وأخذوا بإضرام النيران في بعض السيارات في الطريق، بل وفي مبنى وزارة الدفاع الإيطالية وكنيسة مسيحية، وأما الشرطة فردَّت بإطلاق قنابل الغاز المسيل للدموع واستخدام خراطيم المياه. بنهاية الأحداث (التي كانت الأعنف في يوم الفعاليات العالمية) سجلت 70 إصابة جرَّاء الاشتباكات في صفوف المتظاهرين والشرطة على حد سواء، فيما اعتقلت الشرطة 20 محتجاً لتورطهم في أعمال الشغب. ورد رئيس الوزراء الإيطالي سيلفيو بيلرسكوني على هذه الأحداث بأن كافة المسؤولين عنها «يجب أن يدانوا بدون تحفظ».

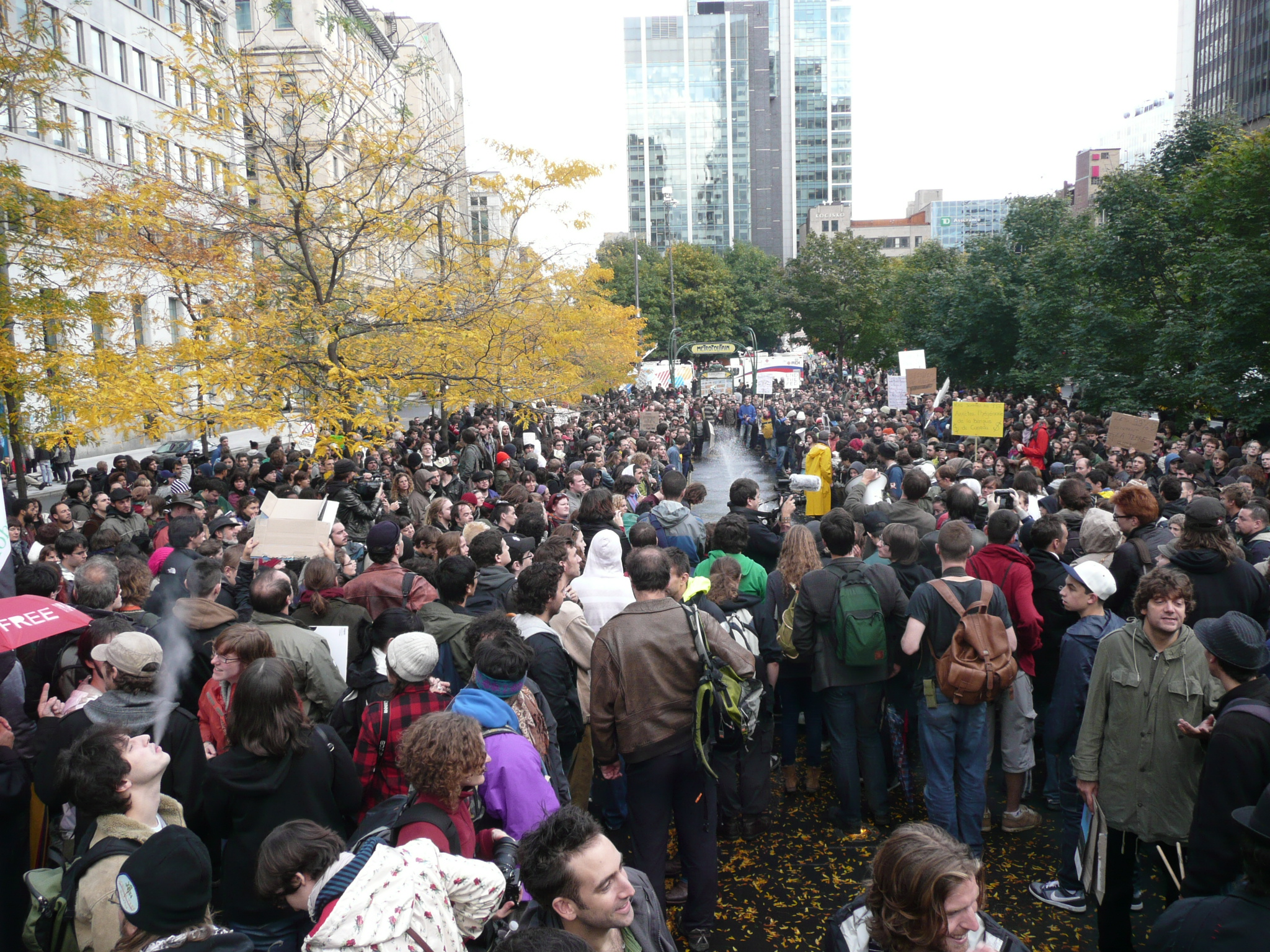
اعتصام مونتريال في كندا في 15 أكتوبر.

في مدينة لندن البريطانية غيَّر المحتجون الشعار من «احتلوا وول ستريت» إلى «احتلوا البورصة»، إذ احتشدوا في حيّ «سيتي أف لندن» (مدينة لندن) الذي يُعد مركز المال والاقتصاد في المدينة. لكن أكبر المظاهرات كانت في مدينتي لشبونة بالبرتغال وروما بإيطاليا، إذ احتشد 20,000 شخص في الأولى وعشرات الآلاف في الثانية معلنين انضمامهم إلى حركة احتلوا وول ستريت. وأما في نيويورك فقد هاجمت الشرطة مجدداً الاحتجاجات، فاعتقلت 70 متظاهراً بالمجمل بينهم 45 في ميدان التايمز (تايمز سكوير) (التي تظاهر الآلاف فيها) و25 آخرون قربَ مصرف، واعتقل معظم هؤلاء بتُهمة «التعدي على ممتلكات الغير».
في يوم الأحد 16 أكتوبر تجدَّدت الاحتجاجات، لكنها انحسرت كثيراً عن اليوم الذي سبقه وأصبحت متركزة في الولايات المتحدة الأمريكية. إذ سار حوالي 5,000 متظاهر في نيويورك نحو ميدان التايمز واعتصموا فيه، وإثرَ ذلك دخلت الشرطة الميدان وبدأت باعتقال المتظاهرين، فألقت القبض على 92 شخصاً، وأصيب 3 رجال شرطة خلال ذلك. وفي شيكاغو نصبَ حوالي 2,000 متظاهر خيامهم في حديقة «غراند بارك» بوسط المدينة يوم السبت وأعلنوا بدأهم اعتصاماً مفتوحاً، لكن في يوم الأحد جاءت الشرطة إلى المكان وأطلقت تحذيراً بالمكبرات بأنها ستقتحم المكان خلال 90 دقيقة إن لم يُخله المعتصمون، ولذلك غادرَ الكثير من المعتصمين، لكن بقي بعضهم، وعندما جاء الموعد المحدد دخلت الشرطة الحديقة واعتقلت 175 متظاهراً. كما اعتقل 40 آخرون يوم الأحد في «حديقة فونيكس» بأريزونا بسبب رفضهم فض الاعتصام. أما في لندن ببريطانيا يوم الأحد فقد تابعَ 250 متظاهراً اعتصامهم أمام كاتدرائية القديس بول معلنين التحاقهم بحركة احتلوا لندن التابعة لاحتلوا وول ستريت.

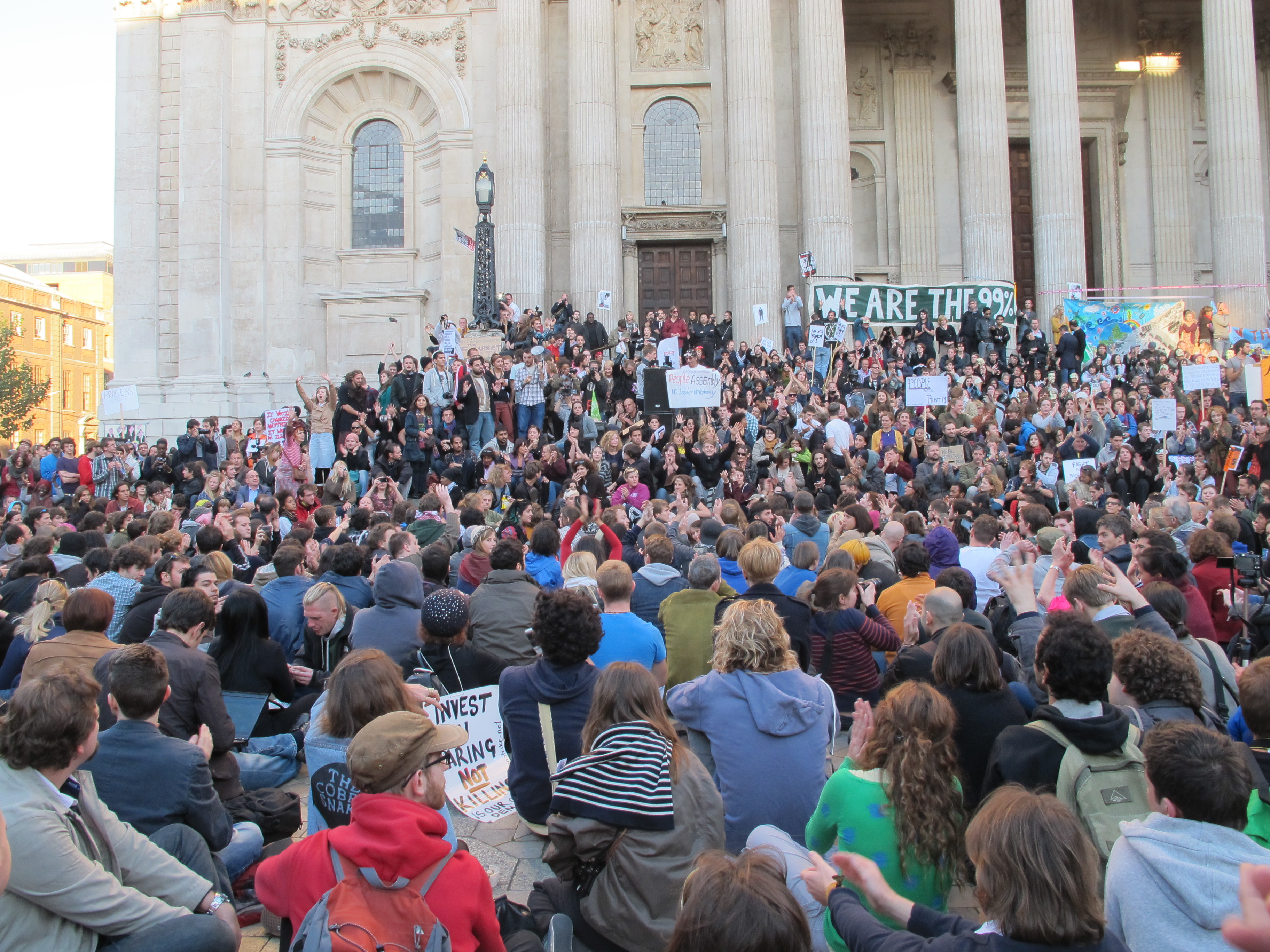
اعتصام لندن في بريطانيا في 15 أكتوبر.

في يوم الإثنين 17 أكتوبر تابعَ المتظاهرون في حي المال بمدينة نيويورك اعتصامهم، واحتفلوا بإتمام احتجاجات حركة «احتلوا وول ستريت» شهراً كاملاً منذ بدايتها. وفي اليوم ذاته أعلنت جامعة كويبينياك الأمريكية عن نتائج استطلاع للرأي قامت به في الولايات المتحدة بشأن الرأي العام اتجاه حركة «احتلوا وول ستريت»، وكانت النتائج هي أن 54% من عموم الشعب يؤيدون الحركة و18% يُعارضونها، فيما أيد 87% تنظيم المظاهرات ووافق على وجهة نظر الحركة العامة 67%. واستمرَّ الاعتصام في حديقة زوكوتي بنيويورك بعد ذلك حتى يوم الأربعاء 19 أكتوبر، عندما زارَ الاعتصام الممثل أليك بالدوين لمدة ساعتين وألقى خطاباً أبدى فيه تأييده للحركة. في يوم الجمعة 21 أكتوبر فضت الشرطة الأسترالية اعتصامأً في مدينة ملبورن، مما أدى إلى اندلاع اشتباكات بين الشرطة والمحتجين، انتهت بإصابة شرطيين واعتقال 20 متظاهراً.
تظاهرَ في يوم السبت 22 أكتوبر 500 شخص في مدينة نيويورك احتجاجاً على ما أسموه بـ«بوحشية الشرطة» وتعاملها بقسوة مع الاحتجاجات، غير أن تراجعاً كبيراً لوحظ في أعداد المتظاهرين معَ قدوم فصل الشتاء وانخفاض درجات الخرارة بشكل حاد. لكن في المُقابل فقد استمرَّ انتشار المظاهرات في أنحاء العالم الأخرى، ففي تشيكيا اعتصم 3,000 متظاهر في براغ أمام مقر إقامة رئيس الوزراء يوم السبت أيضاً، وأما في لندن فقد بلغ عدد خيام المخيم المنصوب منذ أسبوع أمام كاتدرائية القديس بولس 200 خيمة متسببة بإغلاق الكاتدرائية، ولذلك فقد أقامَ المتظاهرون مخيماً آخر لتخفيف الضغط عن القديم. وكان قد استمرَّ في أستراليا اعتصام بساحة وسط مدينة سيدني أمام البنك الأسترالي منذ 15 أكتوبر، وفي صباح يوم الأحد 23 أكتوبر هاجمته شرطة مكافحة الشغب عندما كان المعتصمون نياماً، فحاولوا الدفاع عن مخيمهم بتطويقه بسلسلة بشرية، غير أن الشرطة نجحت في فضهم معتقلة 40 متظاهراً. وأما في الولايات المتحدة فقد فضت الشرطة اعتصاماً لـ1,500 شخص في حديقة «غرانت بارك» بمدينة شيكاغو واعتقلت 130 شخصاً.

## ردود الفعل

### المجتمع الدولي
- إيران: قال الزعيم الإيراني علي خامنئي في تصريح له من مدينة كرمنشاه الإيرانية يوم 12 أكتوبر أن احتجاجات «احتلوا وول ستريت» ستنتهي في آخر الأمر بإسقاط النظام الرأسمالي الأمريكي، وأن «قد يتمكن المسؤولون الأمريكيون من قمع الاحتجاجات، ولكن التطورات قد تُصبح في يوم ما من الكبر والسعة بحيث تؤدي إلى انهيار النظام الرأسمالي المهيمن في الولايات المتحدة والغرب بشكل عام».[32]
- البرازيل: قالت الرئيسة البرازيلية دلما روسيف: «نحن نتفق مع بعض المطالب التي رفعتها بعض الحركات في مظاهرات حول العالم، مثل تلك التي نراها في الولايات المتحدة وبلدان أخرى».[51]
- بريطانيا: قال رئيس الوزراء البريطاني السابق جوردون براون أن الاحتجاجات تدعو إلى العدل: «هناك أصوات بين الناس تقول: انظروا، يُمكننا أن نبني نظاماً مالياً أفضل وأكثر استدامة، ومبنياً على أسس أفضل ومناسبة أكثر لما هو عادل ولمنع الأعمال الطائشة التي يمكن أن يقوم بها بعض الناس، وحتى عندما يفعلونها فإنه يُعاقبهم عليها».[52]
- بولندا: أبدى الرئيس البولندي السابق ليخ فاونسا تأييده لاحتجاجات وول ستريت، وقال أنه يُفكر في زيارة اعتصامات الحركة.[53]
- الفاتيكان: دافع الكاردنال الفاتيكاني «بيتير ترسكون» عن الاحتجاجات قائلاً: «هل يملك الناس الحق في حال من الأحوال لقول: أنجزوا عملكم بطريقة مختلفة... انظروا إلى الطريقة التي تنجزون بها أعمالكم، فهيَ لا تفضي إلى سعادتنا ولا منفعتنا؟ هل يمكن للناس أن يطلبوا هذا من رؤوس وول ستريت؟ أنا أعتقد أن الناس يستطيعون ويجب أن يكونوا قادرين على ذلك».[54]
- فنزويلا: أدانَ الرئيس الفنزويلي هوغو شافيز «القمع الرهيب» لناشطي حركة احتلوا وول ستريت، وعبر عن تضامنه مع الحركة.[55]
- كندا: قال رئيس الوزراء الكندي ستيفن هاربر أنه نظراً إلى أن كندا لا تملك شيئاً يُشبه برنامج تراب الأمريكي (وهو برنامج يَهدف إلى الحصول على مساعدات من المعاهد المالية لتقوية الاقتصاد) فإن الشعب الكندي ليس غاضباً بقدر الأمريكيين.[56] كما أبدى وزير المالية الكندي «جم فلاهرتي» تعاطفاً مع الاحتجاجات، وأشار إلى وجود نسبة عالية للبطالة بين الشباب.[57]
- نظام القذافي: قال الرئيس الليبي السابق معمر القذافي في 9 أكتوبر أنه هو من دبَّرَ لإشعال حركة احتجاجات وول ستريت، في إشارة إلى خطابات سابقة له هدَّدَ فيها الغرب وحلف الناتو خصوصاً وتوعدهم بالكثير إن استمروا بحملتهم ضده.[58]
- الهند: قال رئيس الوزراء الهندي مانموهان سينغ: «هناك أسباب وراء تظاهر الناس، الناس يتظاهرون في وول ستريت وأوروبا بسبب الرواتب المهولة التي يحصل عليها البنكيون عندما يُطلب من الناس أن يشدوا أحزمتهم. هناك مشكلة في البطالة المتنامية بالولايات المتحدة، وهناك أيضاً قلق في أوروبا، إذاً فهناك مشكلات يجب أن يملك النظام المالي إجابات دامغة لسيطير عليها».[59]

### الحكومة الأمريكية
في 6 أكتوبر عقدَ الرئيس الأمريكي باراك أوباما مؤتمراً صحافياً تحدث فيه عن حركة «احتلوا وول ستريت»، وقال خلاله أنه متعاطفٌ مع حالة الإحباط التي تعم صفوف المحتجين والتي دفعتهم إلى التظاهر في الشوارع، ووجه عدة انتقادات إلى حزب الجمهوريين، غير أنه عوَّل على الخطط الموضوعة لإنقاذ الوضع المالي الأمريكي. وليُؤكد أوباما أكثر على مصداقية تعاطفه مع المحتجين فقد قال أنه مستعد لفرض ضرائب إضافية على أصحاب الثروات التي تتجاوز المليون دولار لتغطية تكاليف توفير الوظائف البالغة 450 مليار دولار، وذلك على الرغم من أن البيت الأبيض لم يُولي هذا الاقتراح اهتماماً يُذكر في السابق عندما حاولَ بعض نواب الكونغرس طرحه. لكن مع أن أوباما أبدى هذا الاهتمام بالمظاهرات فقد قالت صحيفة النيويورك تايمز أنه كان يَدعم سابقاً عمليات إنقاذ البنوك التي يَنقم عليها المحتجون مشيرة إلى بعض التناقض، كما قال أحد متظاهري وول ستريت «هناك حالة من السخط الشديد اتجاه سياسات أوباما، فهو بعيد عمَّا يدور على أرض الواقع، ومنشغل حالياً بالذهاب إلى كل أنحاء البلاد لتجميع مليار دولار كي يعيد ترشيح نفسه في انتخابات الرئاسة».

#### بلدية نيويورك
في 9 أكتوبر ألقى عمدة نيويورك «مايكل بلومبرغ» خطاباً اتهمَ فيه متظاهري حركة «احتلوا وول ستريت» بإلحاق أضرار كبيرة وفادحة باقتصاد مدينة نيويورك والقضاء على الوظائف المُتاحة فيها، وقال في خطابه أن ما يفعله متظاهرون الحركة هوَ «محاولة سلب الوظائف من أشخاص يعملون بالمدينة، إنهم يحاولون سلب القاعدة الضريبية، إن أياً من هذا لا يفيد السياحة، فلا توجد حلول سهلة. ن كانت الوظائف التي يحاولون التخلص منها هي من الأشخاص الذين يَعملون بالقطاع المالي (وهو جزءٌ كبيرٌ من اقتصادنا) فارحلوا، لن يَكون لدينا أي مال لندفع لعمال البلدية أو تنظيف الحدائق أو أي شيء آخر». لكن مع ذلك فهو لم يُلمح إلى محاولات لإيقاف حركة الاحتجاجات، وقال عن المتظاهرين: «لندعهم يعبرون عن أنفسهم».
بعدَ بدء المتظاهرين اعتصامهم المفتوح في حديقة زوكوتي أخذت بلدية نيويورك و«شركة بروكفيلد» الخاصة المالكة للحديقة بالقيام ببعض المُضايقات ضدهم، إذ قطعت الشركة عنهم الكهرباء منذ الأيام الأولى للاعتصام، وهو ما سبب بعض الصعوبات لهم، فلم تعد لديهم وسائل لتكبير الصوت وإلقاء خطابات بصوتٍ عال على الجمهور، كما أحسَّ بعضهم وفق أقوالهم بأن هناك مؤامرة ضدهم من طرف الشرطة والحكومة. وفي 13 أكتوبر أصدرت «شركة بروكفيلد» تحذيراً إلى المحتجين المعتصمين في الحديقة بأنها تودُّ القيام بعملية التنظيف الدورية لها، وهو ما يستوجب إخلاءها، وبعد الإخلاء فهيَ لن تسمح مجدداً بخرق قوانين المكان التي تقضي بعدم إتاحة الافتراش والنوم في الحديقة أو الاحتفاظ بممتلكات خاصة فيها، وطلبت الشركة المساعدة من شرطة المدينة لإجلاء المعتصمين. وقد اعتبرَ المحتجون البالغ عددهم 600 شخص هذه التهديدات جزءاً من «مخططات» عمدة نيويورك التي تهدف كما يَعتقدون إلى إيقاف حركة الاحتجاجات ومنع خروج المزيد من المظاهرات. لكن مع ذلك فقد تراجعت شركة بروكفيلد عن القرار في اليوم التالي وفق تصريحات نائب عمدة نيويورك، وقالت الشركة أنها تأمل التفاوض مع المحتجين لـ«التوصل إلى ترتيب مع المحتجين يضمن بقاء الساحة نظيفة وآمنة ومتاحة للعامة».

#### الشرطة

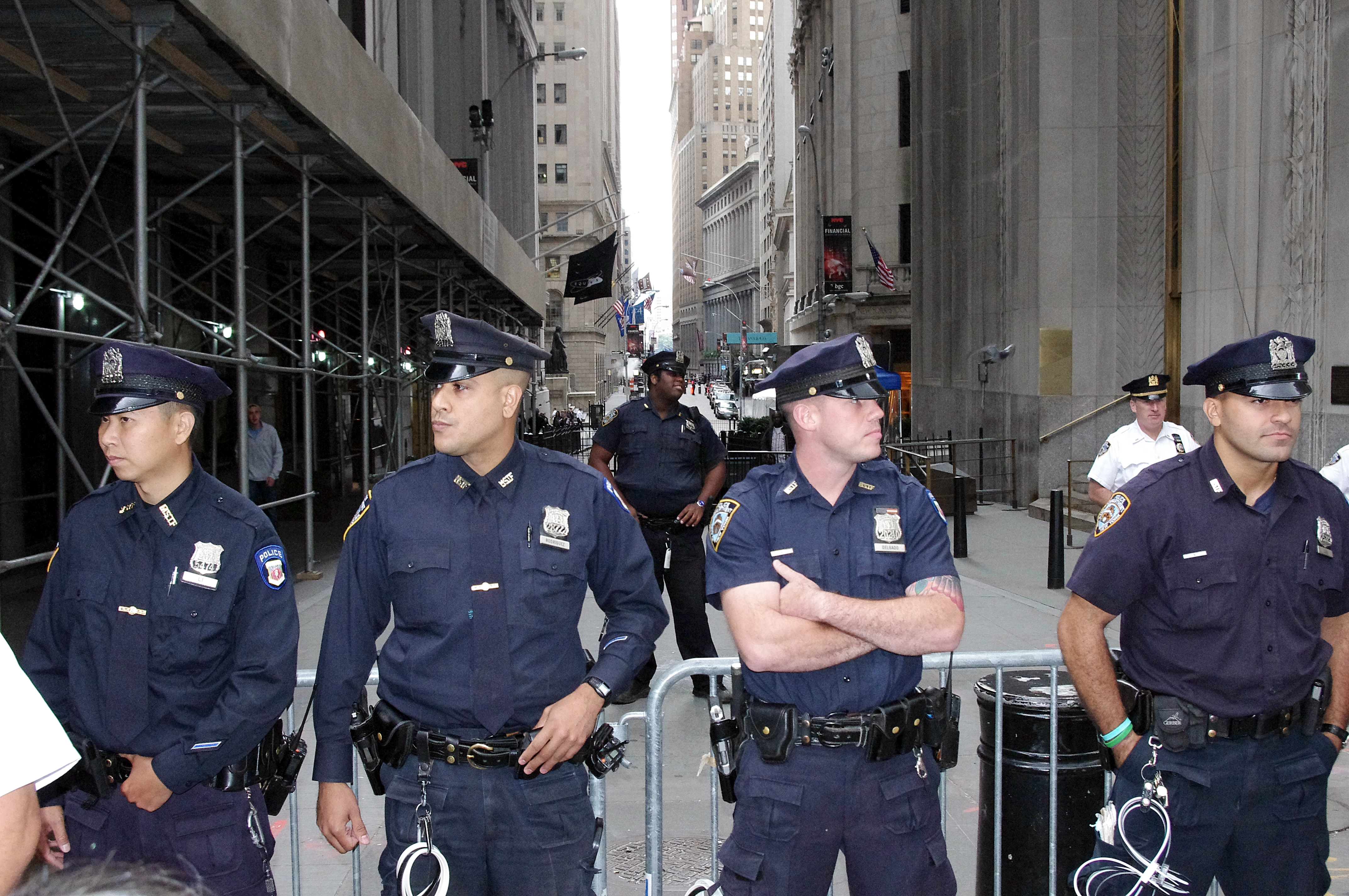
رجال من الشرطة يُطوقون مظاهرة 17 سبتمبر في وول ستريت بنيويورك.

في بداية الأحداث - وخصوصاً الأسبوع الأول - كانت شرطة مدينة نيويورك تقف متفرِّجة فقط على الاعتصامات دون اتخاذ أي إجراءات ضد المتظاهرين، باستثناء تطويق المكان وإغلاق بعض الشوارع المحيطة لمحاصرتهم، لكن معَ استمرار الاحتجاجات بالتزايد والتضخم بدأت بشن بعض حملات الاعتقال الخفيفة، فألقت القبض على 5 ناشطين في 19 سبتمبر و7 آخرين في 20 سبتمبر. وعلى الرغم من ذلك فإن الشرطة لم تتخذ أي إجراء حقيقيٍّ حتى مسيرة 24 سبتمبر عندما اعتقلت جميع المتظاهرين الذين كانوا معتصمين في ساحة يونيون تقريباً - والذين بلغ عددهم 80 إلى 100 شخص - بتُهم منها «عرقلة حركة المرور» و«مقاومة الشرطة»، واستخدمت خلال ذلك بعض العُنف، كما قامت برش رذاذ الفلفل الحارق على المحتجين معتبرة أنه وسيلة أفضل لفض المظاهرات من العصي، وقد انتشرَ على نطاق واسع في الإنترنت فيديو يُظهر ضابطاً في الشرطة وهو يَرش رذاذ الفلفل هذا على وجوه أربعة فتيات كن يشاركن في المظاهرة، وهو ما أثار سخطاً واسعاً بين المحتجين. وعلى إثر ذلك قدمت حركة «احتلوا وول ستريت» شكاوى ضد الشرطة لاستخدامها «القوة المفرطة» ضد المحتجين واضطهادها الأقليات العرقية والدينية كالمسلمين.
في 30 سبتمبر نظَّم محتجو وول ستريت مسيرة باتجاه مقر شرطة نيويورك احتجاجاً على ما أسموه «وحشية الشرطة»، غيرَ أنه لم يُلحظ تغيير في طريقة معاملتها لهم بعد ذلك. في 1 أكتوبر شنت الشرطة الأمريكية أكبرَ حملة لها على المتظاهرين حتى الآن، إذ اعتقلت 700 منهم خلال مسيرة على جسر بروكلين، وقالَ ضباط من الشرطة أن المتظاهرين كانوا يَمشون على خط السيارات لا المشاة وأنهم حذروهم مرات عديدة قبل بدء الاعتقالات، غيرَ أن بعض المتظاهرين اتهموا رجال الشرطة بجرهم عن قصد إلى خط السيارات قبل إلقاء القبض عليهم. في 8 أكتوبر تجمَّع آلاف المتظاهرين في «حديقة ميدان واشنطن» بنيويورك قادمين من حديقة زوكوتي، غيرَ أن الشرطة طوَّقت المكان وفرضت حظر تجوال فيه منذ ساعات الصَّباح الأولى، وقد برَّر أحد ضباط الشرطة هذه الإجراءات بأن المحتجين «لم يحصلوا على تصريح لإقامة المظاهرة»، فيما برره آخر بأن فعاليات للتزحلق ستُقام في المكان كما سيأتي زوارٌ عاديون وسيُزعجهم وجود الاعتصام، وقال أيضاً: «لابد أن يتحركوا إلى مكان آخر، لكن يمكن لهم أن يفعلوا أي شيء يُريدونه حتى غروب الشمس. ولا أعتقد أنهم سيتركون المكان بسبب حظر التجول، وإنما لأن المواطنين القريبين من المكان يستخدمون هذه الحديقة بشكل يومي». وقد أعربَ بعض المحتجين عن «اشمئزازهم» من تصريحات الضباط هذه، وقالوا أن مظاهرة من النوع الذي يَقومون به لا تستحق تصريحاً رسمياً.
وأيضاً عند قضية فك الاعتصام في 13 أكتوبر قالَ رئيس شرطة نيويورك أنه لن يَسمح بالمزيد من الاعتصامات في حديقة زوكوتي بعد عملية التنظيف. وفي 22 أكتوبر تظاهرَ مجدداً 500 شخص في نيويورك احتجاجاً على «وحشية الشرطة» وقسوتها في معاملتهم. وعُموماً بحلول الأسبوع الثالث للاحتجاجات أصبحَ من الشائع أن تقوم الشرطة بفض الاعتصامات بعد إطلاق إنذارات قبلها بفترة بمكبرات الصوت تقضي بإخلاء المكان، غيرَ انها غالباً ما لا تُقدم أسباباً واضحة وراء الفض.
في 9 أكتوبر أعلن عمدة نيويورك أن شرطة المدينة تكلفت مبلغاً مقداره مليوني دولار أمريكي حتى ذلك الوقت جرَّاء حركة الاحتجاجات، واعتبره جزءاً من الأضرار الاقتصادية التي تسببت بها الحركة للمدينة.

### الأوساط المحلية
أعلنت مجلة التايم الأمريكية في 17 أكتوبر عن نتائج استطلاع للرأي قامت به في الولايات المتحدة بشأن الرأي العام اتجاه حركة «احتلوا وول ستريت»، وكانت النتائج هي أن 54% من عموم الشعب يؤيدون الحركة من حيث المبدأ، لكن استطلاعاً لمجلة وول ستريت خلص إلى أن نسبة التأييد هي 37% فيما يُعارض الحركة 18% من الشعب الأمريكي. ووفق استطلاع آخر أعدته جامعة كويبينياك الأمريكية فإن من يُوافقون على إقامة المظاهرات للتعبير عن مطالبها كانوا 87%، بينما أبدى 67% موافقتهم على وجهة نظر الحركة بشكل عام وعارضها 23%، ومن سكان مدينة نيويورك خصوصاً (معقل الاحتجاجات الرئيسيّ) تفهم وجهة نظر الحركة إلى حد كبير أو معقول 72%، ومن سكان نيويورك بشكل خاص أيضاً وافق 73% على صدور قانون أكثر تشدداً يَضبط أنظمة المال فيما عارض القانون 19%.

#### الشخصيات المشهورة
زارَت اعتصامات حركة وول ستريت منذ اندلاعها عشرات الشخصيات المشهورة في المجتمع الأمريكي للتعبير عن دعمها للاحتجاجات وتأييدها لها. ومن أبرز هذه الشخصيات المخرج مايكل مور الذي جاء إلى موقع الاعتصام في حديقة زوكوتي في 26 سبتمبر ليُعلن عن وُقوفه إلى جانب المتظاهرين، ودخل مايكل إلى الساحة وسط تصفيق حار جداً من المعتصمين، ثم ألقى خطاباً قال فيه أنه يَتشرف بوجوده معهم ويحثهم على المضي قدماً في «صناعة التاريخ»، ونظراً إلى عدم وجود مكبرات للصوت فقد قام عدد من المتظاهرين المتوزعين في الساحة بتكرار كلامه لكي يَصل إلى الناس الموجودين على الأطراف حيث لا يَصل الصوت. بالإضافة إلى الرئيس الأمريكي السابق بل كيلنتون. وبعده جاءَ إلى الساحة العشرات من المشاهير وبعض أثرى أثرياء الولايات المتحدة والعالم، منهم الممثلة سوزان ساراندون المقدرة ثروتها بـ50 مليون دولار فمغني الراب كانييه ويست بـ70 مليوناً فالممثلة سوزان بار بـ80 مليوناً فالموسيقي راسل سيمونز فالممثل أليك بالدوين فالفنانة وناشطة السلام يوكو أونو. وفي 2 أكتوبر صرَّح الملياردير جورج سوروس بتأييده للمحتجين وتفهمه مطالبهم، وبأن الفساد قد عمَّ فعلاً البنوك الأمريكية، ليَنضم بذلك إلى قائمة الأثرياء المؤيدين للاحتجاجات. كما أعلن الموسيقيان «بيت سيغير» و«أرلو غوثري» في 24 أكتوبر عن تأييدهما للحركة، وسارا مع إحدى المظاهرات في نيويورك وأخذا بالهتاف معها.
أيضاً أعلن في وقت لاحق 300 كاهن وزعيم روحي مسيحي تأييدهم لروح حركة الاحتجاجات، وقالوا أنهم يَعملون على إصدار بيان أخلاقي وروحي موحد لرجال الدين في البلاد «دعماً للديمقراطية الجديدة، لأن إفقار الأكثرية لمصلحة الأقلية يدمر أفراد المجتمع الأمريكي». كما شاركَ في مظاهرات وول ستريت المفكر والمدافع عن الحقوق المدنية «كورنل وست» والكاتبة والناشطة «نعومي وولف»، واعتقلَ كلاهما خلال ذلك، غير أن الشرطة أفرجت عن الأول لاحقاً تلافياً لزيادة الضغط الشعبي.